# Timotheos Xanthopoulos
Timotheos Xanthopoulos (griechisch Τιμόθεος Ξανθόπουλος, * 1864 in Izmir; † 1942 in Athen) war ein griechischer Pianist, Komponist und Musikpädagoge.
Xanthopoulos wuchs in Konstantinopel auf, wo sein Vater als Schuldirektor arbeitete. Er studierte am Wiener Konservatorium bei Anton Bruckner und gewann Goldmedaillen in den Fächern Klavier und Kirchenorgel. Sein Diplomzeugnis trug die Unterschrift Johannes Brahms’.
Als einer der wenigen westlich ausgebildeten griechischen Musiker neben Dionysios Lavrangas und Loudovikos Spinellis ließ er sich 1888 als Musikpädagoge in Athen nieder. Er gründete eine Klavierschule und unterrichtete von 1909 bis 1914 am Konservatorium von Athen. Unter anderem unterrichtete er Manolis Kalomiris und Petros Epitropakis. Daneben wirkte er als Organist und trat als Liedbegleiter auf. Als Komponist trat er mit romantischen Liedern in westeuropäischer Harmonisierung hervor.